# Мовсисян, Ваагн Владимирович
Ваа́гн Влади́мирович Мовсися́н (арм. Վահագն Վլադիմիրի Մովսիսյան, 15 сентября 1961, Ереван — 10 июня 2008, Пекин) — армянский  дипломат, старший сын Владимира Мовсисяна.

## Биография
- 1978—1983 — факультет механизации Армянского сельскохозяйственного института.
- 1983—1986 — аспирантура Армянского сельскохозяйственного института. Кандидат сельскохозяйственных наук. Автор более 15 публикаций, организатор более 50 конференций и выставок, участник более 100 саммитов и более 15 курсов.
- 1989—1990 — высшая школа коммерции при правительстве СССР (г. Москва).
- 1991—1993 — академия народной экономики (г. Москва). Член международной академии информатизации.
- 1983—1988 — младший научный сотрудник научно-производственного объединения «Армсельмаш».
- 1988—1989 — заместитель начальника управления компании «Армгазпром», а в 1989—1990 — начальник управления той же компании.
- 1991 — заместитель начальника управления компании «Прометей», в 1991—1992 — заместитель генерального директора  компании «Прометей».
- 1993 — директор Российского филиала государственного учреждения «Армгазтопливо», 1993—1995 — президент «МВМ-инвест».
- 1995—1997 — директор филиала «Ардшинбанк».
- 1997—2000 — заместитель генерального директора «Ардшинбанк».
- 2000—2007 — секретарь совета поддержки бизнеса при премьер-министре Армении, секретарь совета поддержки развития информационных технологий при премьер-министре Армении.
- 2000—2007 — генеральный директор Армянского агентства развития.
- 2007—2008 — чрезвычайный и полномочный посол Армении в Китайской Народной Республике.